# Małgorzata Czajczyńska
Małgorzata Czajczyńska, född den 19 juli 1981 i Gorzów Wielkopolski, Polen, är en polsk kanotist.
Hon tog bland annat VM-silver i K-4 200 meter i samband med sprintvärldsmästerskapen i kanotsport 2005 i Zagreb.